# Geek Stink Breath
«Geek Stink Breath» (Aliento maloliente de Cretino) es una canción interpretada por la banda de punk rock, Green Day. Fue lanzada en diciembre de 1994 y fue incluida en el álbum del grupo Insomniac, el cual fue lanzado en 1995.

## Video
En el video se alternan imágenes de la banda tocando como si se vieran en un televisor antiguo e imágenes de un paciente al que le están haciendo la extracción de una muela.

## Lista de canciones
| Sencillo en CD |                              |          |  |
| N.º            | Título                       | Duración |  |
| 1.             | «Geek Stink Breath»          | 2:15     |  |
| 2.             | «I Want To Be On TV»         | 1:17     |  |
| 3.             | «Don't Want To Fall In Love» | 1:39     |  |

| Sencillo en CD Japón |                              |          |  |
| N.º                  | Título                       | Duración |  |
| 1.                   | «Geek Stink Breath»          | 2:15     |  |
| 2.                   | «Don't Want To Fall In Love» | 1:39     |  |
| 3.                   | «I Want To Be On TV»         | 1:17     |  |

| CD Promocional |                            |          |  |
| N.º            | Título                     | Duración |  |
| 1.             | «Geek Stink Breath» (Edit) | 2:15     |  |

| CD Promocional Estados Unidos |                                  |          |  |
| N.º                           | Título                           | Duración |  |
| 1.                            | «Geek Stink Breath» (Versión #1) | 2:15     |  |
| 2.                            | «Geek Stink Breath» (Versión #2) | 2:15     |  |

| Vinilo de 7 pulgadas; Casete |                      |          |  |
| N.º                          | Título               | Duración |  |
| 1.                           | «Geek Stink Breath»  | 2:15     |  |
| 2.                           | «I Want To Be On TV» | 1:17     |  |

| 7 Vinyl Box Set |                     |          |  |
| N.º             | Título              | Duración |  |
| 1.              | «Geek Stink Breath» | 2:15     |  |
| 2.              | «Stuck With Me»     | 2:16     |  |
| 3.              | «86»                | 2:47     |  |

## Posicionamientos
| Año  | Sencillo          | Listas                       | Posición |
| ---- | ----------------- | ---------------------------- | -------- |
| 1995 | Geek Stink Breath | Official UK Singles Chart    | N.º 16   |
| 1995 | Geek Stink Breath | Official Irish Singles Chart | N.º 27   |